# 塔石镇
塔石镇，是中华人民共和国浙江省衢州市龙游县下辖的一个乡镇级行政单位。

## 行政区划
塔石镇下辖以下地区：
罗山村、杜山徐村、后舒村、舒村、下张坞村、莲塘村、泽随村、真武山下村、叶村、山底陈村、塔石村、豆腐王村、勤裕村、童岗坞村、里王村、西何村、何明村、华青村、雅村、钱家村、双联新村、平坦村、柯泉村、傅仓村、前夏村和塘里村。

## 中国传统村落
2013年8月，泽随村获批第二批中国传统村落。